# حلم رجل مضحك
حلم رجل مضحك (بالروسية: Сон смешного человека)‏ قصة قصيرة كتبها فيودور دوستويفسكي في عام 1877. ويروي تجارب الرجل الذي يقرر بأنه لا يوجد شيء في العالم له أي قيمة وبالتالي العزم على الانتحار وبصدفة يلتقي بفتاة صغيرة طلبت نجدته فنهرها وذهب إلى منزله ليغض في نوم عميق ويبدأ الرجل في حلمه ورحلة يغرس فيها حبه لأخيه الإنسان.

## القصة
تبدأ القصة مع الراوي يتجول في شوارع سانت بطرسبرغ. يتأمل كيف انه كان دائما شخصا مثيرا للضحك، وأيضا، في الآونة الأخيرة، أدرك حقيقة انه غير مهتم بأي شيء في هذه الحياة. هذا هو الوحي الذي أدى به إلى فكرة الانتحار. راوي القصة يكشف أنه اشترى مسدسا الأشهر الماضية بهدف اطلاق النار على رأسه.
على الرغم من أنها ليلة كئيبة، ينظر الراوي إلى السماء ويرى نجما وحيدا. برؤية هذا النجم أكد أخيرًا نيته في قتل نفسه وقرر أن يفعل ذلك بالتأكيد في تلك الليلة. بينما كان يحدق في النجم ، تمسكه فتاة صغيرة من كوعه ، حزينة وتطلب مساعدته. لاحظ أنه على الرغم من البرد ، إلا أنها كانت ترتدي ملابس واهية ومبللة. على الرغم من عدم قدرته على فهم صوتها المرتعش ، إلا أنه افترض أن شيئًا فظيعًا قد حدث لأم تلك الفتاة الصغيرة. تحاول أن تجعله يتبعها لكنه يرفض ، وعندما تصر بشدة ، يصرخ عليها الراوي ويدفعها بعيدا عنه، فترحل باكية.
عاد إلى شقته ، استغرق في فكره على كرسيه ومسدسه موضوع على الطاولة بجانبه. إنه يتردد في إطلاق النار على نفسه بسبب شعور مزعج بالشفقة والألم الداخلي الذي ابتلي به منذ أن دفع الفتاة الصغيرة. لا يستطيع أن يفهم كيف يمكن أن يؤثر عليه ذلك الحدث بشدة رغم كونه قد قرر بالفعل وبشكل نهائي أنه لا يوجد شيء مهم في هذه الحياة وأنه سيطلق النار على نفسه هذه الليلة. إنه يفكر باهتمام في هذا السؤال وغيره من الأسئلة التي تنبثق عنه ، لكن لا يزال مؤمن بدون أدنى شك أنه سينتحر في تلك الليلة. لكنه نام بشكل غير متوقع.
يدخل أثناء نومه في حلم يعيشه كالحقيقة. في الحلم يطلق النار على قلبه. يموت ، لكنه لا يشعر بأي ألم من الطلقة ولا يزال على دراية بمحيطه. يدري أن هناك جنازة له وأنه هو الذي يدفن. بعد فترة زمنية غير محددة في قبره البارد ، وهو غير مبالٍ ولا يتوقع شيئًا ، يبدأ الماء بالتنقيط على جفنه الأيسر. ينشأ سخط عميق في قلبه ويشعر فجأة بالألم الجسدي من طلق ناري. وبكل كيانه يصلي إلى من يحكم كل شيء:
"أياً كان من تكون ، إذا كنت أنت ، وإذا كان هناك أي شيء أكثر عقلانية مما هو آتٍ الآن ، فامنحه الإذن أن يحدث هنا أيضًا. ولكن إذا كنت تنتقم مني بسبب انتحاري غير الحكيم ، من خلال قبح وعبثية الحياة بعد الموت ، اعلم إذن أنه لا يوجد عذاب يمكن مقارنته بالاحتقار والازدراء الذي سأشعر به دائمًا في صمت ، ولو مرت ملايين السنين على موتي ".
تم فتح قبره فجأة بواسطة شخصية غير معروفة ومظلمة. يسحبه هذا الرفيق من قبره ، ويحلق الاثنان في السماء وفي الفضاء. بعد الطيران في الفضاء لفترة طويلة ، يصلون إلى نجم يشبه شمس الأرض تمامًا. يشير الرفيق الغامض إلى كوكب صغير ، وعندما يقتربون منه يكون الراوي منتشيًا لرؤية أنه يشبه الأرض تمامًا. إنه يتساءل بحماسة عما إذا كان هذا الكوكب يحتوي أيضًا على نفس المعاناة والجحود والأطفال الخالدين إلى الأبد مثل الأرض التي تركها.
ثم يتم وضعه على ما يبدو أنها جزيرة يونانية شاعرية ، حيث يشعر في الحال بجو من السلام والجمال غير الملوثين. يتم الترحيب به بمودة من قبل أشخاص متألقين ومفرحين ، كل واحد منهم لا يرغب إلا في أن يحبه وتحريره من معاناته. إنهم أناس سعداء ، بلا خوف ، بلا خطيئة يعيشون في شركة مع الأشجار والنجوم وكل العالم الطبيعي من حولهم. يجد أن هناك "فقط حب بدا أنه يتكاثر إلى حد الاختطاف ، وله نشوة كانت كاملة هادئة وتأملية". يقوم الناس بجميع وظائف الحياة الطبيعية ، بما في ذلك الموت ، ولكن بقبول هادئ وحتى نوع من السعادة الغامرة. إنه مندهش من النعمة والسهولة اللذين يمكنهم بهما أن يحبوا شخصًا مثله؛ مليئًا بالظلمة التي لم يعرفوها من قبل. يعيش بينهم لفترة طويلة ، وهم يعيشون حريتهم الروحية الشاملة وفرحهم الذي لا يستطيع فهمه ، إنه يشعر بجوهره بقلبه ويحبه بلا تحفظ.
ذات يوم يعلم السكان عن طريق الخطأ كيفية الكذب. بطريقة ما ، من شيء قاله - ربما حتى على سبيل الدعابة - "اخترقت ذرة الباطل قلوبهم وأسرتهم." هنا يبدأ فساد اليوتوبيا. الكذب يولد الشهوة والتي منها تولد الغيرة والقسوة والكبرياء. يتعرفون على العار والعار يسمو إلى فضيلة. يبدأون في الانفصال عن بعضهم البعض ، ويفقدون وحدتهم. يبدأون في تمجيد الفردية والأنانية والتحدث عن "شخصيتي" و "لك". سرعان ما سفك الدم الأول. تصنع الجماعات والفرقاء وتشن الحروب. يحل العلم محل الشعور ، ويصبح أعضاء اليوتوبيا غير قادرين على تذكر سعادتهم السابقة. يقولون له: "لدينا العلم ، وبمساعدته سنجد الحقيقة مرة أخرى ، ولكن الآن سنقبلها بوعي. المعرفة أعلى من الشعور ، وعي الحياة أعلى من الحياة ... معرفة قوانين السعادة أعلى من السعادة ". وهو يناشد الشعب العودة إلى حالته السابقة ، أو على الأقل قتله لدوره في سقوطهم ، لكنهم يسخرون منه ويهددون بوضعه في غرفة جنون.
الحزن يدخل روحه بقوة كبيرة ، لكنه في تلك اللحظة يستيقظ. الغرفة صامتة تمامًا ويقفز مندهشا. شاهد مسدسه ، لكنه دفعه بعيدًا. أصبح رجلا متغيرا ، ممتن تمامًا للحياة ومقتنع بصلاح الإنسان في جوهره وقدرته على الحب اللامحدود. يكرس حياته لتدريس الوعد بعصر ذهبي ، وقت على الأرض يحب كل من فيه شقيقه كما يحب نفسه.
في ختام القصة ، يصرح الراوي أنه وجد الفتاة الصغيرة ، وأنه لن يتوقف أبدًا عن التبشير بالجنة الأرضية.